# يوفون أبيض المخرج
يوفون أبيض المخرج (الاسم العلمي:Euphonia minuta) (بالإنجليزية: White-vented Euphonia)‏ هو نوع من الطيور يتبع جنس اليوفون من فصيلة الشراشير الحقيقية.